# Harmandiola longiterminalis
Harmandiola longiterminalis är en tvåvingeart som beskrevs av Sharma 1987. Harmandiola longiterminalis ingår i släktet Harmandiola och familjen gallmyggor. Inga underarter finns listade i Catalogue of Life.